# A história do doutor Dolittle
A História do Doutor Dolittle, Ser a História de Sua Vida Peculiar em Casa e Aventuras Surpreendentes em Partes Estrangeiras (1920), escrita e ilustrada pelo autor britânico Hugh Lofting, é o primeiro de seus livros do Doutor dolittle, uma série de romances infantis sobre um homem que aprende a falar com animais e se torna seu campeão em todo o mundo. Foi um dos romances da série que foi adaptado para o filme de 1967 Doctor Dolittle.

## História
Dr. John Dolittle é um médico respeitado e solteirão tranquilo que reside com sua irmã, Sarah, na pitoresca aldeia inglesa de Puddleby-on-the-Marsh. Seu amor pelos animais floresce ao longo dos anos, porém, a crescente família de animais domésticos acaba por afugentar sua clientela humana, resultando na perda de sua fortuna. No entanto, quando ele descobre o segredo de se comunicar com os animais através de seu papagaio, Polinésia, ele decide iniciar uma nova jornada como veterinário.
Sua fortuna experimenta altos e baixos, especialmente quando um crocodilo se instala em sua propriedade, levando sua irmã a sair desgostosa, decidida a se casar. No entanto, sua reputação como curador dos animais se espalha pelo mundo, trazendo-lhe reconhecimento global. Logo, ele é convocado para uma missão na África, a fim de conter uma epidemia entre os macacos, o que o coloca novamente em apuros financeiros. Determinado a ajudar, ele recorre a empréstimos para adquirir suprimentos e um navio. Acompanhado por uma eclética tripulação composta por seus animais de estimação mais queridos, ele parte rumo à África, apenas para enfrentar um naufrágio ao alcançar as costas africanas. Durante sua jornada em direção ao reino dos macacos, sua equipe é capturada pelo rei de Jolliginki, um líder desconfiado da influência europeia em seu território.
Com astúcia, a equipe consegue escapar e finalmente alcança o reino dos macacos, onde a situação é verdadeiramente desesperadora devido à epidemia devastadora. O Dr. Dolittle trabalha incansavelmente para vacinar os macacos e cuidar dos doentes. Em gratidão, os macacos apresentam ao Dr. Dolittle o Pushmi-pullyu, uma criatura tímida e extraordinária, com o corpo de uma gazela de duas cabeças e a majestade de um unicórnio. Reconhecendo a raridade dessa criatura, o Dr. Dolittle percebe que ela pode ser a chave para sua volta para casa.
Na viagem de volta, eles são novamente capturados em Jolliginki. Desta vez, escapam com a ajuda do príncipe Bumpo, que lhes dá um navio em troca da cara branca de Dolittle, o maior desejo dele é agir como um príncipe de conto de fadas europeu. A tripulação de Dolittle então tem um par de corridas com Piratas, levando a Dolittle a ganhar um navio pirata carregado com tesouros e resgatar um menino cujo tio foi abandonado em uma ilha rochosa. Depois de reunir os dois, Dolittle finalmente chega a casa e gira com o pushmi-pullyu em um circo até que ganha dinheiro suficiente para se aposentar em sua querida casa em Puddleby.

## Publicação
Embora o autor do livro fosse britânico, foi publicado nos EUA por Frederick A. Stokes em 25 de outubro de 1920 antes de ser publicado no Reino Unido pela Cabo em 1924.

## Racismo
O livro contém vários insultos raciais e uma subcultura para branquear a pele. As ilustrações de Lofting de africanos também são caricaturas raciais. Quando a Dell Publishing lançou edições centenárias de Lofting dos livros em 1988, as insults e a subcultura colorista foram removidas.